# Hilda Heine

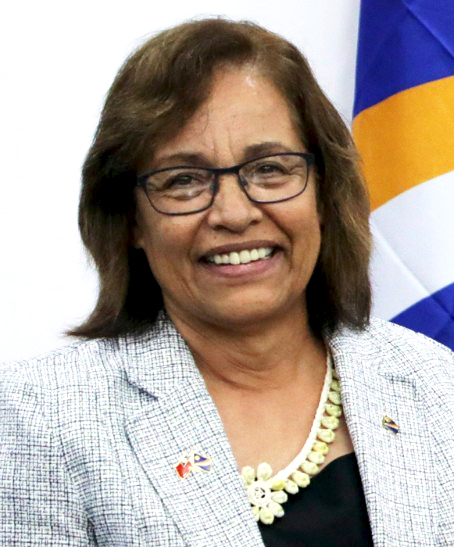
Hilda Heine (2017)

Hilda Cathy Heine (* 1951 in Jaluit) ist eine marshallische Lehrerin und Politikerin. Seit dem 3. Januar 2024 ist sie erneut Präsidentin der Marshallinseln, nachdem sie dieses Amt bereits von 2016 bis 2020 innegehabt hatte. Sie ist das erste weibliche Staatsoberhaupt eines unabhängigen pazifischen Inselstaats, erste promovierte Marshallerin und eine von wenigen Frauen im marshallischen Parlament.

## Leben
Hilda Cathy Heine wurde 1951 auf dem Atoll Jaluit geboren, wo sie auch aufwuchs und die Schule besuchte. Ihr Großvater war der Missionar Carl R. Heine, der vom American Board of Commissioners for Foreign Missions 1912 auf die Marshallinseln entsandt und dort 1941 von den Japanern, die im Rahmen des Japanischen Südseemandats die Inseln kontrollierten, hingerichtet wurde.
Hilda Heine studierte in den Vereinigten Staaten. Sie machte an der University of Oregon einen Bachelor-Abschluss (1970), an der University of Hawaiʻi in Honolulu einen Master (1975) und später (2004) an der University of Southern California einen Doctor of Education (EdD).
Von 1975 bis 1982 arbeitete sie an der Marshall Islands High School in der Hauptstadt Majuro, zunächst als Lehrerin, ab 1980 als Berufsberaterin. Anschließend war sie von 1982 bis 1986 am Community College of Micronesia in Majuro Direktorin für berufliche Weiterbildung, ab 1986 dann Administrator am Campus Majuro des College of Micronesia, bevor sie 1990 Präsidentin des College of the Marshall Islands wurde. Dieses Amt hatte sie bis 1992 inne.
Von 1992 bis 1995 war sie als Secretary of Education im Bildungsministerium der Marshallinseln. 1995 zog sie erneut nach Hawaii und trat in Honolulu eine Tätigkeit für die Non-Profit-Organisation Pacific Resources for Education and Learning (PREL) an. 2006 kehrte sie nach Majuro zurück und war dort bis 2011 für PREL tätig.
Ab 2011 war sie stellvertretende Bildungsministerin der Marshallinseln.
Als Nachfolgerin von Casten Nemra wurde Heine am 28. Januar 2016 Präsidentin der Marshallinseln. Sie war damit die erste Frau an der Spitze eines unabhängigen pazifischen Inselstaats. Bei ihrer Wahl zur Präsidentin war sie eine von nur drei weiblichen Abgeordneten im Parlament ihres Landes. David Kabua, der am 6. Januar 2020 vom Parlament gewählt wurde, war ihr Nachfolger im Amt.
Am 3. Januar 2024 wurde sie erneut als Präsidentin vereidigt, nachdem das Parlament sie am Vortag in einer knappen Abstimmung wieder zur Präsidentin gewählt hatte.
Das US-amerikanische Time-Magazin führte sie 2019 im Artikel Meet 15 Women Leading the Fight Against Climate Change als eine von 15 Frauen auf, die den Kampf gegen den Klimawandel anführen.
Die Schriftstellerin Kathy Jetn̄il-Kijiner ist Hilda Heines Tochter.